# HMS Royal Sovereign (1857)
HMS Royal Sovereign (Ройял Соверен) — броненосец военно-морских сил Великобритании, первый британский корабль с артиллерией в башнях. Вошёл в строй в 1862 году. Планировался к постройке как 120-пушечный деревянный парусный линейный корабль, затем на стапеле переоборудован в паровой парусно-винтовой линейный корабль, а после нескольких лет консервации — в башенный броненосец.

## История постройки
«Ройял Соверен» был заложен на Королевских верфях в Портсмуте в 1849 году как 120-пушечный линейный корабль. Однако поскольку к тому времени преимущества паровой машины перед парусом стали очевидны, постройка корабля была приостановлена, а затем адмиралтейство решило оснастить его паровой силовой установкой. Переоборудование началось в январе 1855 года. Кроме того, число пушек было увеличено до 131.
Корабль был спущен на воду 25 апреля 1857 года. Это был один из наиболее мощных кораблей своего класса (парусно-винтовой линейный корабль), водоизмещением 3765 т, экипажем 1100 чел. и вооружением из 16 203-мм, 114 68-фунтовых орудий в батарее и 1 68-фунтового орудия на поворотном лафете. В то же время появление во флотах ведущих мировых держав первых броненосных паровых кораблей сделало ценность деревянных линейных кораблей весьма сомнительной. В возникшей на рубеже 1850-х и 1860-х годов гонке морских вооружений вперёд вырвалась Франция (в те годы — наиболее вероятный противник Великобритании), построившая несколько мощных океанских броненосцев. Великобритания начала по этому показателю серьёзно отставать, что грозило утратой морской гегемонии и, как следствие, — геополитического доминирования.
В качестве чрезвычайной меры было решено переоборудовать в броненосные некоторые из законсервированных винтовых деревянных линейных кораблей, в их число попал и «Ройял Соверен».

## Переоборудование в броненосец
В начале 1860-х годов несколько британских деревянных кораблей переоборудовали в броненосцы («Оушен», «Принц-Консорт», «Каледония» и др.), но все они были броненосцами казематными, или батарейными, с орудиями, расположенными как на старых парусных кораблях — в батареях по бортам. «Ройял Соверен» же было решено снабдить башнями, спроектированными известным английским конструктором капитаном первого ранга Кользом. Этот же конструктор и возглавил работы на «Ройял Соверене».
Работы были начаты в апреле 1862 года. Поводом к их ускоренному началу послужили известия о бое двух американских броненосцев — «Монитора» и «Вирджинии» (бывшего «Мерримака») во время гражданской войны в США, в котором башенный «Монитор» обладал преимуществом перед казематным «Мерримаком». Вскоре Купер Кольз предложил свою концепцию башенного броненосца, которая и была одобрена.

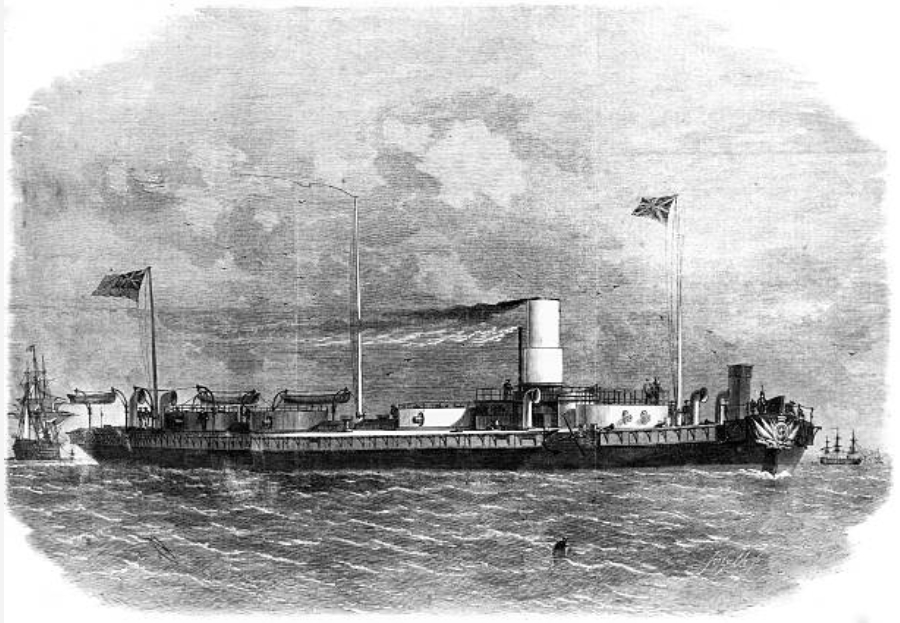
Изображение «Ройял Соверена» в «Иллюстрейтед Лондон ньюс», 1864 год

Для переоборудования верхняя часть корабля до высоты нижней палубы была снята. Оставшаяся после этих переделок часть корпуса была покрыта по ватерлинии и выше 4,5-дюймовой (114 мм) железной броней, толщина которой напротив машинного отделения и погребов боезапаса увеличивалась до 5,5 дюймов (140 мм). На верхней палубе установили 4 башни с бронёй 140—254 мм — носовая была двухорудийной, остальные одноорудийными. Башни вращались вручную, а их основания были установлены на нижней палубе и держались не на осях, как на американских мониторах, а на катках, ходивших по погону (эта идея Кольза была воплощена ещё на нескольких броненосцах, в том числе «Кэптене», который оказался так перегружен, что перевернулся и затонул после 4 месяцев службы).
Рангоут «Ройял Соверена» составили только три лёгкие сигнальные мачты. Единственная труба броненосца находилась в передней части корпуса, непосредственно перед ней была помещена боевая рубка, защищённая 140-мм бронёй. 20 августа 1864 года корабль вошёл в строй. Его водоизмещение превысило 5000 т., экипаж был 300 чел. «Ройял Соверен» стал единственным британским кораблём с деревянным корпусом и башенной артиллерией.

## Вооружение
На корабль первоначально установили 5 гладкоствольных дульнозарядных орудий (то есть принципиально ничем не отличавшихся от тех, что стояли на деревянных кораблях) калибром 10,5 дюймов (266,7 мм), стрелявших сферическим стальным ядром весом 168 фунтов (76,27 кг). Это были самые мощные на Королевском флоте гладкоствольные орудия.
В 1867 году броненосец был перевооружён — гладкоствольные орудия были заменены на более совершенные 9-дюймовые (229-мм) нарезные орудия, которые, впрочем, тоже заряжались с дула.

## История службы
«Ройял Соверен» практически весь срок своей службы рассматривался как пробный, экспериментальный корабль. Он не подходил для океанских плаваний, поскольку был подвержен сильной качке; мореходные качества корабля также оставляли желать лучшего. Для береговой обороны броненосец также годился мало из-за глубокой осадки. Однако он послужил платформой для испытания орудийных башен.
Чтобы испытать башни конструкции Кольза, был проведён их пробный обстрел. 15 января 1866 года броненосец «Беллерофон», подойдя к «Ройял Соверену» на 200 м, выпустил по его башне три 229-мм снаряда. Два из них не пробили лобовую броню, хотя бронеплита оказалась смещена, третий пробил кормовую плиту башни, но боеспособность башни не пострадала.
Формально корабль вступил в строй в составе Ла-Маншской эскадры, но уже в 1866 году был выведен из состава флота. На следующий год его снова ввели в строй к военно-морскому смотру. Затем он использовался как учебно-артиллерийский корабль. В 1873 году «Ройял Соверен» вывели в резерв 4-й очереди, а в 1885 году сдали на слом.